# Arias Barbosa
Pour les articles homonymes, voir Barbosa.
Aires de Figueiredo Barbosa (ou Arias Barbosa ou Ayres Barbosa)  est un humaniste portugais de la Renaissance, né à Aveiro vers 1460, mort à Esgueira en 1530. Il fut en 1495 le premier professeur de grec de l'Université de Salamanque.

## Éléments biographiques
Dans sa jeunesse, il se rendit à Florence où il suivit l'enseignement d'Ange Politien. Vers l'an 1494, il revint en Espagne, et ensuite il enseigna le latin et le grec à Salamanque jusqu'en 1523 (date à laquelle il composa une épigramme d'adieu à Salamanque). Il y fut notamment le collègue d'Antonio de Nebrija (qui passa à Alcalá de Henares en 1513), et tous deux introduisirent l'humanisme né en Italie dans la grande université ibérique. Ses auditeurs les plus fameux furent : Diego López de Zúñiga (v. 1470-1531), qui fut recruté en 1502 par le cardinal Francisco Jimenez de Cisneros dans l'équipe chargée de préparer la Bible polyglotte d'Alcalá ; Francisco de Vergara, qui tint la chaire de grec à Alcalá de Henares à partir de 1523 ; et son compatriote portugais André de Resende. 
En 1523, il fut appelé à la cour de Portugal où il fut chargé d'enseigner à l'infant don Alphonse, jeune frère du roi Jean III devenu cardinal, l'éloquence et la dialectique. En 1530, il se retira chez lui à Esgueira. Il fut gravement malade de 1532 à 1535.

## Œuvre
On conserve notamment de lui : des manuels correspondant à son enseignement à Salamanque (In verba M. Fabii : quid, quod & reliqua. Relectio de verbis obliquis, 1511 ; Relectio cui titulus Epometria, 1515 ; Relectio cui titulus prosodia et orthographia, suivie d'un choix d'épigrammes latines, 1517) ; une édition commentée de l'Historia apostolica d'Arator (Salamanque, chez Juan de Porras, 1516) ; un poème latin de 616 vers intitulé Antimoria, suivi de 50 épigrammes latines de longueurs variées, avec en préface une épître à l'infant don Alphonse (Coïmbre, chez les chanoines de Santa Cruz, 1536).
L'Antimoria se présente comme une réponse au Moriæ Encomium (Éloge de la Folie) d'Érasme, œuvre « qui circule aujourd'hui entre toutes les mains », dit l'auteur dans la préface, et qui selon lui peut certes être inoffensive et appréciable pour les érudits, mais également nocive pour le plus grand nombre.